# El Copey
El Copey es un municipio de Colombia, en el departamento de Cesar, al noroccidente del país. Limita al norte con el departamento del  Magdalena, al sur con el municipio de Bosconia, al este con los municipios de Pueblo Bello, Valledupar y al oeste con Algarrobo (Magdalena) y Sabanas de San Ángel (Magdalena). Se encuentra a 125 km de la capital del departamento, Valledupar.

## Toponimia
El Copey debe su nombre a un árbol que para la época era muy abundante, el árbol de cope; se cree que el nombre completo se formó al señalarse un punto de encuentro entre los viajeros en uno de estos árboles de Cope y al que se le agregó la palabra hey, la cual era muy común para referirse a usted o para llamar la atención de alguien, quedando con el tiempo como El Copey.

## Geografía
El Copey se encuentra al noroccidente del departamento del Cesar, entre la parte montañosa que pertenece a las estribaciones de la Sierra Nevada de Santa Marta y la llanura que pertenece al valle del río Ariguaní.

### Límites
| Noroeste: Algarrobo            | Norte: Fundación | Nordeste: Pueblo Bello |
| Oeste: Algarrobo               |                  | Este: Valledupar       |
| Suroeste: Sabanas de San Ángel | Sur: Bosconia    |                        |

## División Político-Administrativa
El Copey tiene bajo su jurisdicción los centros poblados:
- Caracolicito.
- Chimila.
- San Francisco de Asís.

##### Veredas
También cuenta con áreas veredales de alta importancia agropecuaria dividida en 7 sectores, con 71 veredas.

## Historia
Fundado en el año 1936 a orillas de la quebrada Piedras Azules por el señor José Antonio "Loño" Gutiérrez Londoño, quien tenía unos corrales en lo que hoy era el Banco Agrario, y donde los vaqueros que llevaban ganado hacia La Guajira se quedaban a descansar. La riqueza hídrica que supone el río hizo que los primeros pobladores se ubicaron a unos 10 metros de él.
Remontándose en sus albores, el Copey surgió gracias a los viajeros bolivarenses, que, en principio, se radicaron en el que ahora es su mayor corregimiento, Caracolicito. luego, por disputas de terrenos, algunos se desplazaron unos kilómetros más adelante, fundando la cabecera municipal. Su población originaria es de El Guamo (Bolívar); unas minorías de La Guajira y vallenatos; otros grupos procedentes de Plato, El Difícil y Fundación. 
Se dice que el camino de herradura donde José Antonio Gutiérrez pasó su vida, fue construido por los españoles en la época de la colonia, siendo presidente de la Real Audiencia de Nueva Granada Andrés Díaz Venero de Leyva, que gobernó por 10 años lo que hoy es Colombia. en 1904, en la parte alta de la quebrada Piedras Azules, camino arriba, había un pozo al que le decían "La Bonga, en ese sector vivían una familia Arhuaca, que habían venido de la Sierra Nevada de Santa Marta y estableciéndose cerca del camino del sevillano. En ese lugar, era muy común ver el abundante árbol del Cope, que le dio el nombre al municipio.
En el año 1934, los doctores Pedro Castro Monsalvo, Ministro de correo y telégrafo y José María Castro Santana, conformaron la comitiva de inspección del trayecto de la Carretera entre Valledupar - Fundación, siendo los ingenieros del proyecto de la carretera que se dio entre los años 1935 y 1938. Esto permitió que Don Rodrigo Correa construyera el primer puente de metal, dando vista y entrada al nuevo centro poblado.
En 1953, El Copey fue erigido como corregimiento del municipio de Valledupar, y en 1971 fue erigido  municipio. El Copey adquirió importancia en los años 30 debido al trazado de la carretera Valledupar-Fundación. Su ubicación ventajosa para la explotación de tierras agrícolas y su desarrollo demográfico y económico lo llevaron a convertirse en cabecera municipal el 3 de noviembre de 1971, bajo ordenanza 008 e inició su vida política y administrativa el 21 de enero de 1972 con un distinguido hombre de bien, Don Sinforiano Restrepo, el primer alcalde del municipio.
En la actualidad y debido al desplazamiento, goza de una población plural de cachacos, costeños, paisas, santandereanos y otras minorías que han incrementado el comercio en la localidad.

## Economía
El municipio tiene una enorme dependencia de las actividades agropecuarias en la que los cultivos de palma africana, café y la ganadería extensiva generan la mayor parte de los empleos e ingreso de la población. Cultivos tradicionales como la yuca, el ñame, plátano, malanga y aguacate son otras actividades productivas desarrolladas por campesinos minifundistas cuyos productos sirven de base alimentaria de la misma comunidad. El comercio atiende de manera fundamental las propias necesidades con elementos de consumo popular. Así mismo, viene surgiendo en forma incipiente e interesante el establecimiento de hoteles y restaurantes en torno a la vía de la Troncal de Oriente, como respuesta a una nueva demanda de servicios.

## Estructura organizacional municipal
| El Copey     | El Copey    | El Copey                   |
| Departamento | Código DANE | Categoría municipal (2023) |
| ------------ | ----------- | -------------------------- |
| Cesar        | 20238       | Sexta                      |

- Personería: Es un centro del Ministerio Público de Colombia que ejerce, vigila y hace control sobre la gestión de las alcaldías y entes descentralizados; velan por la promoción y protección de los derechos humanos; vigilan el debido proceso, la conservación del medio ambiente, el patrimonio público y la prestación eficiente de los servicios públicos, garantizando a la ciudadanía la defensa de sus derechos e intereses.

- Concejo Municipal: Es la suprema autoridad política del municipio. En materia administrativa sus atribuciones son de carácter normativo. También le corresponde vigilar y hacer control político a la administración municipal. Se regulan por los reglamentos internos de la corporación en el marco de la Constitución Política Colombiana (artículo 313) y las leyes, en especial la Ley 136 de 1994 y la Ley 1551 de 2012.

Constituido por 13 concejales por un periodo de 4 años. 
- Alcaldía Municipal: En esta se encuentra la administración municipal y las entidades descentralizadas del municipio.

El Alcalde se pronuncia mediante decretos y se desempeña como representante legal, judicial y extrajudicial del municipio. El actual Alcalde municipal es Assad Raish Gámez (2024-2027), elegido por voto popular.
- JAL.

### Servicios públicos
- Energía Eléctrica: Afinia, del grupo EPM, es la empresa prestadora del servicio de energía eléctrica.
- Gas Natural: Gases del Caribe es la empresa distribuidora y comercializadora de gas natural en el municipio.